# Kippträskmyrtjärnen
Kippträskmyrtjärnen är en sjö i Skellefteå kommun i Västerbotten och ingår i Umeälvens huvudavrinningsområde.